# عزت خانه (فیلم ۱۹۹۴)
عزت خانه (به هندی: Ghar Ki Izzat) فیلمی محصول سال ۱۹۹۴ و به کارگردانی کالپاترو است. در این فیلم بازیگرانی همچون جیتندرا، ریشی کاپور، قادرخان، آشا پارک، جوهی چاولا، آنیتا راج، گلشن گروور، اوم پراکاش، ساتین کاپو، ساتیش شاه، آسرانی و بیندو ایفای نقش کرده‌اند.